# Stratford District
Der Stratford District ist eine größtenteils zur Region Taranaki gehörende Verwaltungseinheit in Neuseeland. Der Rat des Districts, Stratford District Council (Distriktrat) genannt, hat seinen Sitz in der Stadt Stratford, ebenso wie die Verwaltung des Distrikts.

## Geographie

### Geographische Lage
Der Distrikt stellt mit 2163 km² reiner Landfläche den kleinsten Distrikt in der Region Taranaki dar. Mit 8988 im Jahr 2013 gezählten Einwohnern kommt der Distrikt auf eine Bevölkerungsdichte von 4,2 Einwohner pro km² und hat damit mit Abstand die wenigsten Einwohner aller drei Distrikte in der Region und lediglich ein Achtel der Bevölkerungsdichte des New Plymouth Districts.
Der Stratford District liegt zwischen dem New Plymouth District im Norden und dem South Taranaki District im Süden und Westen. Im Osten schließt sich der Ruapehu District und der Whanganui District, die beide zur Region Manawatū-Whanganui gehören, ebenso wie rund 30 % des Stratford District.
Zum Distrikt gehört die Ostflanke des 2518 m hohen Mount Taranaki mit dem östlichen Teil des Egmont National Parks und zwei Conservation Areas (schützenswerte Gebiete). Einzige Stadt des Distriktes ist Stratford.

### Klima
Der Distrikt steht unter dem Einfluss westlicher Winde, die von der Tasmansee her kommen und im Windschatten des Mount Taranaki. Die Sommer sind gemäßigt warm und die Winter mild. Die mittleren Sommerhöchsttemperaturen liegen zwischen 20° C und 23° C im Sommer und 2° C bis 7° C im Winter und die Niederschläge zwischen 1500 und über 2000 mm über das Jahr verteilt. Die Sonnenscheindauer beläuft sich über 1700 bis 2000 Stunden pro Jahr.

## Geschichte
Der Ort des heutigen Stratford war ursprünglich eine Siedlung der Māori. Nach den Neuseelandkriegen in den 1860er Jahren wurden die Māori enteignet und ihr Land an europäischer Siedler verkauft. Die 1877 gegründet Stadt bekam den Namen Stratford-on-Patea, in Anlehnung an die englische Stadt Stratford-upon-Avon, die Shakespeare's Geburtsort ist. Später wurde die Stadt einfach Stratford genannt und der ihr zugehörige Distrikt nach ihr benannt.
Eine Besonderheit in dem Distrikt stellt der Ort Whangamōmona dar. Mit lediglich 40 Einwohnern, schafft es der Ort alle zwei Jahre mehrere Tausend Mitglieder der Republic of Whangamomona zu einem Whangamomona Republic Day zu versammeln und ein Volksfest zu begehen. Hintergrund der Ausrufung der Republik war der Widerstand der Bevölkerung gegen die Verwaltungsreform im Jahr 1989. Die Neuordnung der Distrikt- und Regionszugehörigkeit des Ortes und seiner Umgebung führte zu einer friedlichen Rebellion inklusive einer Petition an die Regierung. Über 400 Menschen aus ganz Neuseeland kamen seinerzeit angereist und schlossen sich der Petition an. Der Whangamomona Republic Day war geboren und das daraus entstandenen Volksfest, das alle zwei Jahre gefeiert wird, auch.

## Bevölkerung

### Bevölkerungsentwicklung
Von den 8988 Einwohnern des Distrikts waren 2013 1011 Einwohner Māori-stämmig (11,2 %). Damit lebten 0,2 % der Māori-Bevölkerung des Landes im Stratford District. Das durchschnittliche Einkommen in der Bevölkerung lag 2013 bei 28.300 NZ$ gegenüber 28.500 NZ$ im Landesdurchschnitt.

### Herkunft und Sprachen
Die Frage nach der Zugehörigkeit einer ethnischen Gruppe beantworteten in der Volkszählung 2013 91,8 % mit Europäer zu sein, 11,8 % gaben an, Māori-Wurzeln zu haben, 0,6 % kamen von den Inseln des pazifischen Raums und 2,2 % stammten aus Asien (Mehrfachnennungen waren möglich). 9,3 % der Bevölkerung gab an in Übersee geboren zu sein und 2,0 % der Bevölkerung sprachen Māori, bei den Māori 13,1 %.

## Politik

### Verwaltung
Der Stratford District ist seinerseits noch einmal in zwei Wards eingeteilt, dem Urban Ward mit sechs Councillors (Ratsmitgliedern) und dem Rural Ward mit vier Councillors. Zusammen mit dem Mayor (Bürgermeister) bilden sie den District Council (Distriktsrat). Der Bürgermeister und die zehn Ratsmitglieder werden alle drei Jahre neu gewählt.

## Wirtschaft
Der Haupterwerbszweig des Distrikts stellt die Landwirtschaft mit der Milcherzeugung dar. Schaf- und Rinderzucht sind ebenfalls anzutreffen.

## Infrastruktur

### Verkehr
Verkehrstechnisch angebunden ist der Stratford District durch den New Zealand State Highway 3, der den westlichen Teil des Distrikts von Norden kommend in südliche Richtung durchquert und durch Stratford führt. Von hier aus zweigt der State Highway 43 nach Osten ab. Dieser Highway führt bis nach Taumarunui und auf seiner gesamten Länge durch äußerst dünn besiedeltem Gebiet. Aus diesem Grund wird der Highway auch im Volksmund „Forgotten World Highway“ genannt.